# Desulfovibrio vulgaris
Desulfovibrio vulgaris és una espècie de bacteri gramnegatiu sulfat-reductor de la família desulfovibrional . Desulfovibrio vulgaris és sovint fet servir com a organisme model per bacteris que redueixen sofre i va ser el primer d'aquest tipus de bacteris del qual se'n va seqüenciar el genoma.
Desulfovibrio vulgaris està molt estès en la natura i també ha estat implicat en una varietat d' infeccions bacterianes en humans, tot i que potser que només sigui un patogen oportunista.